# A
A е първата буква от латинската азбука. Използва се практически във всички азбуки на латинска основа. Буквата идва от гръцката буква алфа (Α, α), финикийската алеф, и етруската А.
Обозначава най-вече гласния звук [æ], но понякога и други варианти на този звук, например [ɑː] или [ɑːr]. Ползва се в състава на диграфи (например в латинския език – ae, а по-късно в транскрипцията – æ) или се снабдява с диакритични знаци.

## История
За буквата А се предполага, че произлиза от египетските йероглифи и протосемитското писмо. Към 1600 пр.н.е. във финикийската азбука се появява буква, наречена буква А. Нейното име е родствено от древните гърци.
| Египетски йероглиф „волска глава“ | Протосемитска „волска глава“ | Финикийския алеф | Гръцката алфа | Етруската A | Римското A |